# カモメラン
カモメラン（鴎蘭、学名：Galearis cyclochila）は、ラン科カモメラン属の地生の多年草。別名、カモメソウ、イチヨウチドリ。

## 特徴
地下にある根茎はごく短く、根は横にはい、多少肥厚して長い紐状になる。茎は直立し、高さは10-20cmになり、下部に2-3個の膜質鞘状の葉があり、茎に翼がある。葉は1個で斜上し、円形または広楕円形で長さ4-6cm、幅2-5cm、先端は少し円く、基部は急に狭くなって葉柄となる。
花期は5-7月。茎先に2-3個の淡紅色の花をつける。花の径は約1cm。花の基部に葉状で緑色の苞があり、苞は狭長楕円形になる。3萼片は広披針形で長さ7-10mmになり、側花弁は披針形で萼片よりやや狭くて短く、萼片と側花弁でかぶとを形成する。唇弁は広楕円形で長さ1cmになり、一面に紫色の細点があり、縁は浅く3裂する。距は線形で長さ7-10mmになり、後方に向かってとがる。蕊柱は扁平で楕円形になる。
まれに白花品がある。

## 分布と生育環境
日本では、北海道、本州（中国地方以北）、四国に分布し、亜寒帯から冷温帯の山地の林床、湿った林縁や草地に生育する。国外では、中国大陸（東北部、青海省北東部）、朝鮮半島、サハリン、ウスリーに分布する。

## 名前の由来
カモメラン、カモメソウは鴎蘭、鴎草の意で、牧野富太郎によれば、花の姿が鳥類のカモメから付けられたのであろう、としている。対して、その由来はカモメからの鴎蘭ではなく、「鴨目蘭」であり、唇弁にある小さな斑紋がカモの胸毛の模様に似るためではないか、との考えがある。
また、イチヨウチドリは、一葉千鳥で、チドリソウに似るが、葉は1つしかつけないのでいう。
種小名 cyclochila は、「円い唇の」の意味。

## 保全状況評価
- 準絶滅危惧（NT）（環境省レッドリスト）

2000年レッドデータブックでは絶滅危惧IB類(EN)。2007年レッドリストから準絶滅危惧(NT)。

## ギャラリー
- 花を3個つける個体。葉の基部が深い心形のものは別の植物（マイヅルソウ）。
- 唇弁一面に紫色の細点がある。萼片と側花弁でかぶとをつくる。
- 花の基部に葉状の苞がある。距が後ろに伸びる。